# Christian Krell
Christian Krell (* 20. Dezember 1977 in Siegen) ist ein deutscher Politikwissenschaftler und Erwachsenenbildner. Er ist Professor für Politikwissenschaft und Soziologie an der HSPV NRW (Köln), Honorarprofessor der Rheinischen Friedrich-Wilhelms-Universität Bonn.

## Werdegang
Krell studierte von 1997 bis 2003 Soziologie, Politik-, Geschichts- und Wirtschaftswissenschaft an der Universität Siegen und der University of York. Von 1998 bis 2005 war er Stipendiat der Friedrich-Ebert-Stiftung in der Grund- und Graduiertenförderung. Krell promovierte 2006 mit einer Untersuchung der Europapolitik der britischen, deutschen und französischen Sozialdemokratie im Vergleich.
Von 2007 bis 2016 leitete Krell die Akademie für Soziale Demokratie der Friedrich-Ebert-Stiftung und war in dieser Funktion Autor und Herausgeber zahlreicher Lehrbücher. 2014 wurde er in die Grundwertekommission der SPD berufen. Zwischen 2016 und 2018 hatte Christian Krell die Leitung des Nordischen Büros der Friedrich-Ebert-Stiftung mit Sitz in Stockholm und Zuständigkeit für Schweden, Dänemark, Finnland, Island und Norwegen inne. Ein Tätigkeitsschwerpunkt war dabei die vergleichende Wohlfahrtsstaatsforschung.
Im November 2018 wurde Krell an der Hochschule des Bundes für öffentliche Verwaltung zum Professor für Staatsrecht und Politik berufen. Im April 2019 wurde ihm auf Vorschlag der Philosophischen Fakultät an der Rheinischen Friedrich-Wilhelms-Universität Bonn die Bezeichnung Honorarprofessor verliehen. Zuvor war er als Lehrbeauftragter an der Universität Siegen tätig. Zum Oktober 2021 nahm Krell einen Ruf an die HSPV NRW (Köln) an und lehrt dort Politikwissenschaft und Soziologie.
Krell tritt in Medien wie BBC World, dem Deutschlandfunk und anderen Rundfunkanstalten und Zeitungen zu als Experte auf. Themen sind dabei politische Theorie und Ideengeschichte, Zustand und Perspektiven der Demokratie und der Parteienforschung. Darüber hinaus ist Krell als Moderator tätig. In dieser Funktion hat er die Webtalk-Reihe „Rausgeblickt“ moderiert. Gesprächspartner von Krell waren dabei unter anderem der französische Ökonom Thomas Piketty, die deutschen Soziologen Andreas Reckwitz und Heinz Bude, die Philosophin und Sozialwissenschaftlerin Lisa Herzog und der Ökonomie-Nobelpreisträger Joseph E. Stiglitz.
Christian Krell ist Host der Podcast-Reihe „Zukunft gerecht Talk“ der Friedrich-Ebert-Stiftung mit wechselnden Gästen aus Politik und Gesellschaft, die persönliche Gespräche zu ihrem Engagement führen. Gesprächspartner waren im Podcast die Politikerin Katharina Barley, die Politikwissenschaftlerin Natascha Strobl, der Schauspieler Harald Krassnitzer uva.
Er ist Mitherausgeber der Zeitschrift Neue Gesellschaft/Frankfurter Hefte.

## Wissenschaftliche Arbeit
Forschungsschwerpunkte sind die Parteienforschung, die Demokratieforschung, die vergleichende Politikwissenschaft, europabezogene Themen sowie Theorie und Praxis Sozialer Demokratie. In diesem Zusammenhang hat Krell zu verschiedenen Akteuren der Ideengeschichte publiziert. Darüber hinaus betrachtet er aktuelle Fragestellungen aus normativer Perspektive, etwa in Beiträgen zur Digitalisierung, zum Grundeinkommen, zum Solidaritätsbegriff oder zu Staatlichkeit im Wandel. Krell ist Vertrauensdozent der Friedrich-Ebert-Stiftung sowie Mitglied der Deutschen Vereinigung für Politikwissenschaft. In seinem Buch: „Eine Idee für Morgen: Über die Aktualität des Demokratischen Sozialismus“ mit Zeichnungen von Ansgar Lorenz legt Krell die Kernideen des demokratischen Sozialismus essayistisch und mit wissenschaftlichem Anspruch dar.

## Veröffentlichungen (Auswahl)
- Eine Idee für Morgen: Über die Aktualität des Demokratischen Sozialismus Christian Krell (Autor), Ansgar Lorenz (Zeichner) (2024) Schüren Verlag GmbH; ISBN 3-7410-0288-7
- Der Staat den wir haben. Und der Staat, den wir brauchen. Ideengeschichtliche Anmerkungen. In: Hartmann-Cwiertnia, Thomas / Dahm, Jochen / Decker, Frank (Hrsg.): Der moderne Staat. Was er ist, was er braucht, was er kann. (2023). Bonn. S. 16–30. ISBN 978-3-8012-0662-8
- Eduard Bernstein. In: Brocker, Manfred (Hrsg.) Geschichte des politischen Denkens. (2021) Berlin. S. 898 – 911. ISBN 978-3-518-29941-8
- Marksizm ve Alman Sosyal Demokrasisi: Bir Evliliğin Sahneleri. [Marx und die deutsche Sozialdemokratie. Szenen einer Ehe]. In: Esengül Ayyıldız, Yasemin Ahi, Muharrem Açıkgöz (Hrsg.): Marx 202: Bugünü Karl Marx ile Düşünmek. (2020). Istanbul. S. 55 – 64. ISBN 978-975-344-790-4
- Reclaiming Action – Progressive Strategies in times of growing right-wing populism in Denmark, Norway, Sweden and Germany. Herausgegeben mit Henri Möllers und Niklas Ferch (2018). Stockholm, Friedrich-Ebert-Stiftung Nordic Countries, ISBN 978-3-96250-166-2. Online kostenlos verfügbar.
- Gesellschaftliche Spaltung und Soziale Demokratie. Mit Sönke Hollenberg. In: Hartmann, Thomas/Dahm, Jochen / Decker, Frank (Hrsg.): Die Zukunft der Demokratie. Erkämpft. Verteidigt. Gefährdet? (2019) Bonn, S. 58–72.[16]
- Thinkers of Social Democracy. Herausgeber. (2016) Bonn, ISBN 978-3-8012-0482-2.
- Vordenkerinnen und Vordenker der Sozialen Demokratie. Herausgeber. (2015) Bonn, ISBN 978-3-8012-0459-4.
- Werte und Politik. Herausgegeben mit Tobias Mörschel (2015) Wiesbaden, ISBN 978-3-658-06606-2.
- Freiheit, Gerechtigkeit und Solidarität in Zeiten der Digitalisierung. In: Neue Gesellschaft/Frankfurter Hefte (1/2/2015), S. 68–71. ISSN 0177-6738
- Die Geschichte der Sozialen Demokratie Mit Michael Reschke und Jochen Dahm. (2013, 3. Auflage) Bonn, ISBN 978-3-86498-233-0.
- Demokratie in Deutschland – Zustand, Herausforderungen, Perspektiven. Herausgegeben mit Tobias Mörschel. (2012) Wiesbaden, ISBN 978-3-531-18582-8.
- Zur wertepolitischen Verortung deutscher Parteien. In: Neue Gesellschaft/Frankfurter Hefte (10/2012), S. 36–40. ISSN 0177-6738
- Mehr Gleichheit, mehr Bildung, mehr Europa – Die Demokratiedebatte in Deutschland. In: spw – Zeitschrift für sozialistische Politik und Wirtschaft. (06/2011), S. 13–21. ISSN 0170-4613
- Lessons learned? – Was man aus den sozialdemokratischen Reformdiskursen lernen kann. In: Neue Gesellschaft/Frankfurter Hefte (05/2011), S. 77–79.
- Кризис германской социал-демократии: пять причин и способов его преодоления. Социал-демократия в современном мире. Материалы научно-практической конференции „Кризис европейской социал-демократии: причины, формы проявления, пути преодоления“. Москва,2010. С. 75-89. (russische Übersetzung von: Die Krise der deutschen Sozialdemokratie – Fünf Ursachen und fünf Handlungsansätze Sozialdemokratie in der modernen Welt. Ergebnisse der Konferenz „Die Krise der europäischen Sozialdemokratie: Ursachen, Erscheinungsformen, Handlungsansätze“. Moskau [2010], S. 75–89.)
- Sozialdemokratie und Europa – Die Europapolitik der britischen, deutschen und französischen Sozialdemokratie (2009) Wiesbaden, ISBN 978-53649-8-4.
- Ein Kompass in bewegten Zeiten – Kompetenzvermittlung in der Akademie für Soziale Demokratie. In: Praxis Politische Bildung (04/2008), S. 270–277. ISSN 1433-4755
- Laggard or Leader – Der britische Sozialstaat im Spiegel der sozialen Demokratie. In: Meyer, Thomas (2006) (Hrsg.): Praxis der Sozialen Demokratie. Wiesbaden. ISBN 978-3-531-15179-3, S. 130–241.